# Джон Кольєр (письменник)
Джон Генрі Ноєс Ко́льєр (англ. John Henry Noyes Collier, 3 травня 1901 — 6 квітня 1980) — англійський письменник і сценарист. Відомий перш за все як автор різних видів фантастичної та детективної прози, переважно короткої форми.

## Творчий шлях
Кольер почав свій творчий шлях і випустив перші книжки у Великій Британії, а з 1935 року жив у Голлівуді. Писав в основному для кіно та телебачення. Наприкінці життя він написав: «Іноді я дивуюсь, як третьорозрядний письменник зміг видавити з себе другорозрядного»
У широкому розміні його розповіді можна класифікувати, як фентезі, але по суті вони були унікальними у своєму роді. Їх виділяла на фоні інших в'їдлива дотепність. Його оповідання запам'ятовують люди, які не можуть згадати ні назви книжки, ні її автора, вже таки пам'ятається розповідь про людей, які жили в універгазі («вечірня Примула») і фразу «це ж все-таки я, на тигровій шкурі (На дні пляшки»). Його майстерністю захоплювались Ентоні Берджес, Рей Бредбері, Ніл Гейман.